# Poilly-lez-Gien
Poilly-lez-Gien je francouzská obec v departementu Loiret v regionu Centre-Val de Loire. V roce 2011 zde žilo 2 370 obyvatel.

## Zajímavosti
- Obec je vzdálena zhruba 1,5 km na jih od řeky Loiry.
- Necelých 10 km severozápadním směrem je jaderná elektrárna Dampierre.

## Sousední obce
Autry-le-Châtel, Coullons, Gien, Nevoy, Saint-Gondon, Saint-Martin-sur-Ocre

## Vývoj počtu obyvatel
Počet obyvatel 